# Mina al-Ahmadi
Mina al-Ahmadi (arab. ميناء الأحمدي) – miasto w południowo-wschodnim Kuwejcie, nad Zatoką Perską; około 41 556 mieszkańców (dane szacunkowe na rok 2007); największy port naftowy świata (przeładunki — 76 milion ton), połączony rurociągami z ośrodkami eksploatacji ropy naftowej Burkan i Al-Ahmadi; niewielka rafineria ropy naftowej.